# Собакин, Иван Кузьмич
Ива́н Кузьми́ч Соба́кин (1928—1995) — советский и российский художник. Член Союза художников СССР, Заслуженный художник РСФСР.

## Биография
Родился в Москве 29 января 1928 года. Мать художника работала на рынке, а отец трудился ремесленником. Кроме Ивана в семье ещё было две старшие сестры. В 1935 году пошёл в школу, которую закончил в 1943 году. Интерес к художественным произведениям Собакин начинает проявлять в десять лет. Однажды, прогуливаясь со старшей сестрой по рынку, он впервые видит художников, которые рисуют портреты на заказ. Он получает сильное впечатление от увиденного и решает связать свою дальнейшую жизнь с искусством. После окончания школы он поступает в Художественное училище имени 1905 года. Через четыре года заканчивает его с особым отличием и поступает в Московский государственный художественный институт им. В. И. Сурикова.
Первые свои работы Собакин дарит родственникам и знакомым, а чуть позже решает участвовать в различных выставках. На Московской выставке художественных работ «Советская Россия» в 1960 году его произведение «На этюдах» получает высокую оценку жюри. С этих пор он начинает получать заказы. В этом же году Иван Кузьмич создает ещё несколько работ под названием «Старая церквушка», «Сидящий Солдат» и «Паренек».
В 1961 году художник переезжает в Подольск, где приобретает небольшой дом и решает полностью отдаться искусству. В 1963 году рисует на заказ картину «Женский портрет». В 1968 году выставляет на аукцион работы: «Весна» и «Церковь в селе». В 1970 году он становится Членом Союза Художников СССР и начинает участвовать в зарубежных выставках. Его картины выставлялись в Германии, в Англии, Франции. Многие работы выкупаются неизвестными ценителями искусства по высоким ценам.
В 1995—1996-х годах его работы выставлялись на «русских торгах» аукциона Christie’s. Цены на некоторые работы доходили до десятков тысяч долларов. В настоящее время работы хранятся в региональных музеях, в Серпухове и в Подольске, а также в частных коллекциях России, США, Великобритании, Голландии.
Последней работой художника является произведение «Сирень» 1994 года. После этого Собакин перестает заниматься художественной деятельностью из-за плохого состояния здоровья. У художника сильно ухудшилось зрение и начал пропадать слух. Вскоре он серьезно простудился, когда прогуливался по одному из московских парков. В 1995 году художник ложится в больницу, однако легкая простуда стала причиной воспаления легких. 17 февраля 1995 года врачи констатировали его смерть.

## Личная жизнь
В 1953 году Иван Кузьмич Собакин женится на Сафоновой Анне Игоревне. Она была старше его на пять лет. В 1957 году в семье Собакиных рождается сын Василий. Спустя четыре года появляется дочь Софья. Дети Ивана решили не связывать свою жизнь с искусством, а уделили внимание точным наукам.

## Государственные награды и звания
1970 — звание «Заслуженный художник РСФСР» — за заслуги в области изобразительного искусства и живописи.